# 西東京バス氷川支所

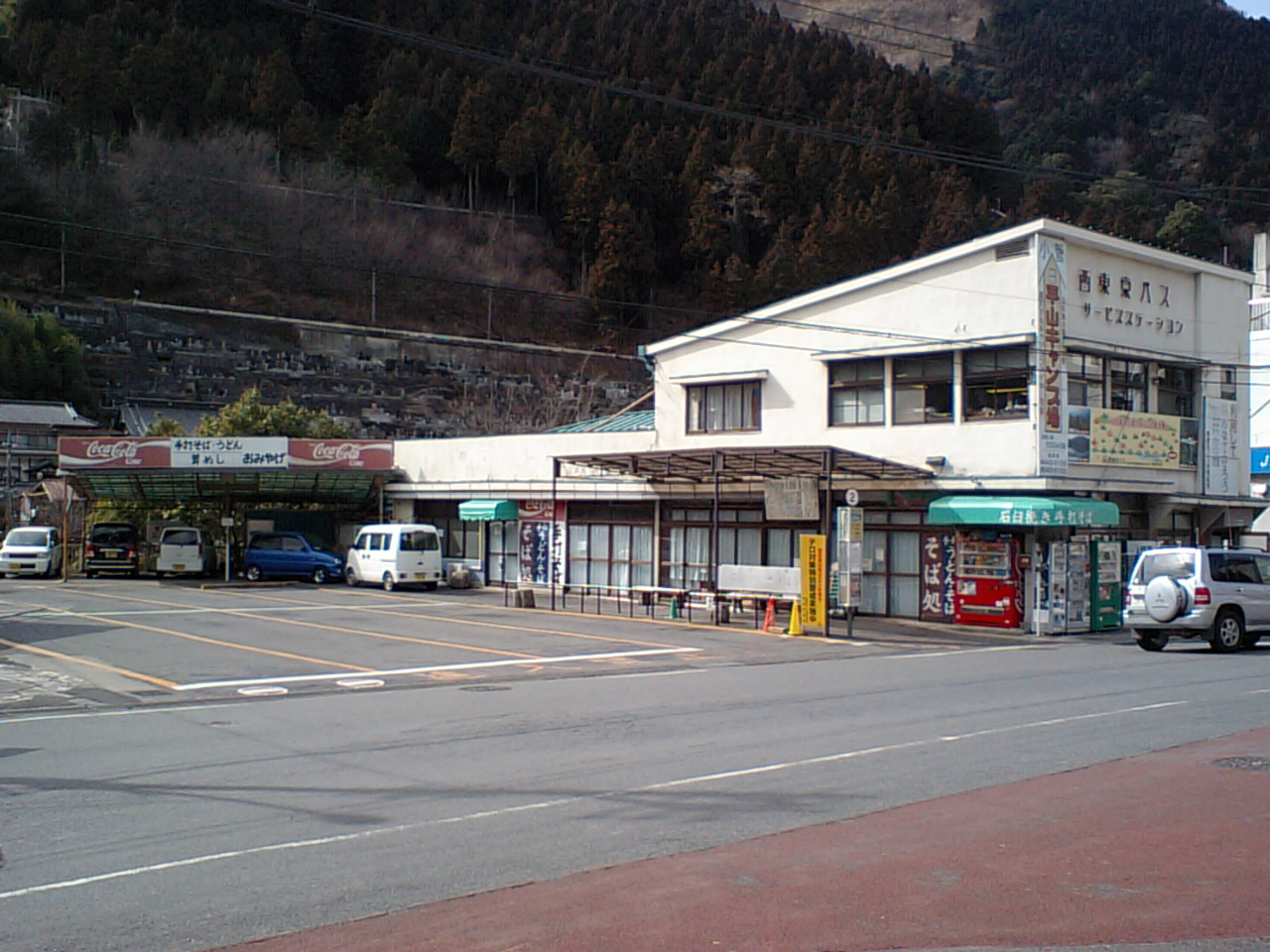
かつての氷川サービスステーション

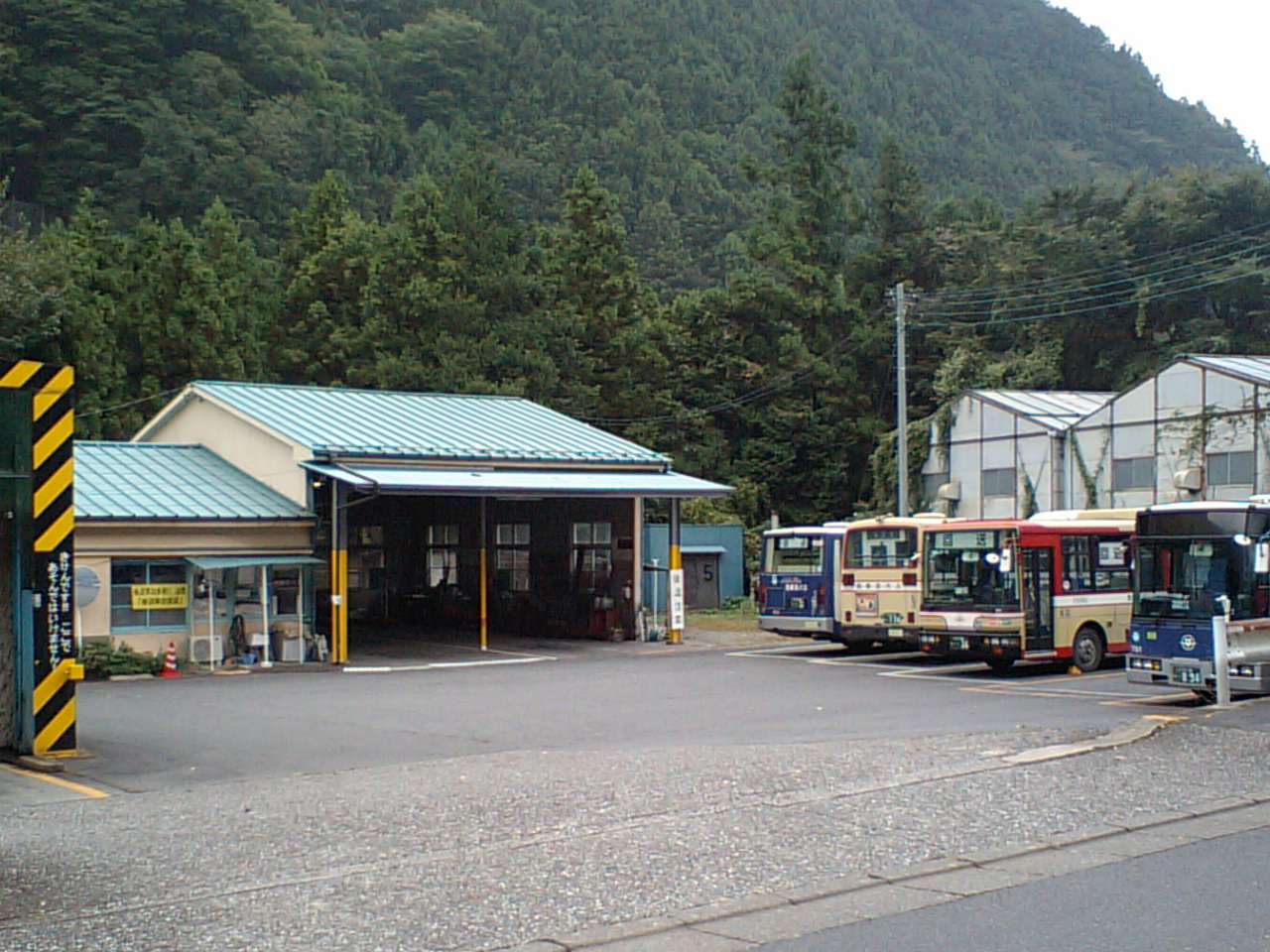
西東京バス氷川工場（2010年10月）

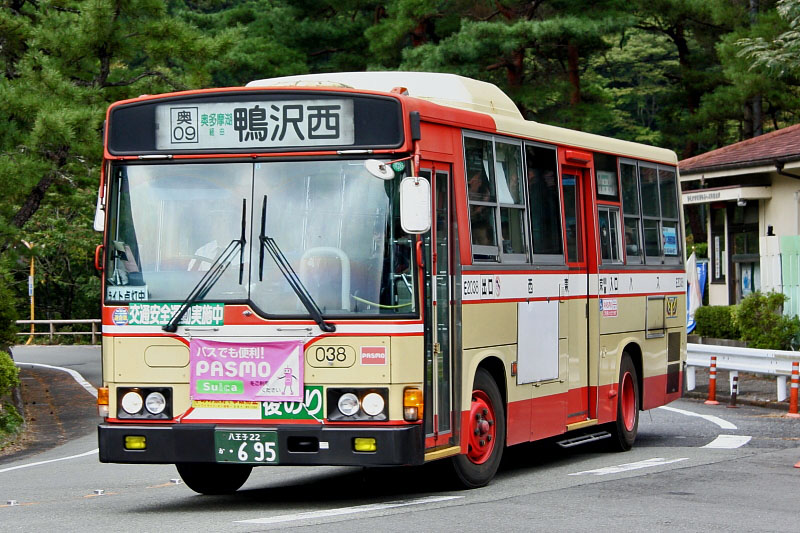
氷川支所所属車両の例 (E2038)※除籍済

西東京バス氷川支所（にしとうきょうバスひかわししょ）は、東京都西多摩郡奥多摩町氷川に位置する西東京バスの営業所（支所）。正式名称は「五日市営業所氷川支所」で、営業所記号はE。
西東京バス五日市営業所の管轄下に置かれており、2022年（令和4年）10月1日より五日市営業所氷川車庫から「五日市営業所氷川支所」へ改称されたが、これによる住所および電話番号などの所在地の変更は無い。なお同日付で、青梅営業所も五日市営業所の管轄下の「五日市営業所青梅支所」に変更となった。

## 概要
JR青梅線奥多摩駅前に位置し、駅正面にバス車庫がある。かつては車庫の右側に「西東京バスサービスステーション」の表示がある建物があり、通称「氷川サービスステーション」と呼ばれ、建物の2階が西東京バスの事務所、1階が土産物などの物産店と蕎麦屋などの食堂となっていた。乗車券などは2階の事務所で購入することができた。
後に、事務室は車庫左側の3階建ての建物に移転し、「氷川サービスステーション」の建物は解体され更地となった。
「奥多摩駅」の停留所が、駅周辺の3カ所に分かれて設置されている。
- 1番乗り場：駅前広場内 - 東日原・鍾乳洞方面
- 2番乗り場：駅向かいの車庫出口 - 奥多摩湖・小菅・丹波方面
- 3番乗り場：駅前広場を出て左手に進んだ町道沿い - 川井駅・清東橋方面

また、奥多摩町氷川666の「奥多摩中学校」停留所前に車庫を兼ねた「氷川工場」があり、洗車や車両の整備などは氷川工場で行われる。
営業区域は奥多摩町、山梨県北都留郡小菅村・丹波山村におよび、西東京バスでは唯一、山梨県内に乗り入れる路線を管轄する営業所（支所）である。一方、奥多摩町と青梅市・檜原村を跨ぐ路線が設定されていないため、同社の路線網としては孤立状態となっている。
社番の営業所記号は、かつては青梅営業所の管轄下だったために青梅営業所の記号「B」を使用していたが、多摩バスに移管されていた青梅営業所が西東京バスへ再統合されたことに伴い、2008年（平成20年）に記号「E」が新たに付与された。
毎年4月から11月の平日にかけて、一部区間でフリー乗降制を採用している（後述）。

### 沿革
西東京バスにおける奥多摩周辺の路線の起源は、前身会社の一つである「奥多摩振興」が開設した路線に由来する。1949年（昭和24年）には氷川 - 小河内村 - 川野間の路線を延伸して山梨県丹波山村へ乗り入れを開始した。この路線は青梅電気鉄道の傘下だった頃の1930年代に開業したものを順次延伸してきたもので、1952年（昭和27年）には小菅村への路線と、日原鍾乳洞への路線が開通している。なお、「西東京バス」の成立前後の歴史については西東京バス#沿革 - 奥多摩振興の項も参照されたい。
- 1963年（昭和38年）

10月1日 - 「西東京バス」の発足と同時に「八王子営業所（廃止）」「青梅営業所」「五日市営業所」「青梅営業所氷川支所」を設置する。
- 1966年（昭和41年）

8月1日 - 山梨交通との相互乗り入れで、奥多摩駅 - 丹波 - 塩山間の路線を運行開始する。その後、1972年（昭和47年）4月6日に廃止される。
- 1985年（昭和60年）

月日不明 - 氷川支所を「青梅営業所氷川支所」へ名称変更する。
- 2000年（平成12年）

月日不明 - 青梅営業所の多摩バス移管により、五日市営業所の管轄下へ変更されて「五日市営業所氷川車庫」へ改称される。
- 2009年（平成21年）

1月25日 - 交通系ICカード「PASMO」を導入。
- 2021年（令和3年）

7月18日 - 昼頃に発生した青梅街道（国道411号線）峰谷橋付近の土砂崩落により、奥多摩湖以遠の路線が運休、奥多摩駅 - 奥多摩湖間での折返し運行となる。
7月28日 - 同月18日に発生した土砂崩落による青梅街道の通行止めが解除、同日17時より運行を再開する。
- 2022年（令和4年）

6月15日 - 山梨県丹波山村保之瀬地内の青梅街道（国道411号線）で落石が発生し、鴨沢西 - 丹波（当時）間が運休、奥多摩駅 - 鴨沢西間での折返し運行となる。
7月9日 - この日より土曜・休日限定（7月25日から8月19日は平日も含めた毎日）で丹波山村より委託を受け、マイクロバスを使用した無償の貸切バスを大津久停留所発着で運行開始する。
8月11日 - 奥多摩駅 - 鴨沢西間での折返し運行だった路線をお祭まで延長する。
10月1日 - 氷川車庫から「氷川支所」へ改称し、青梅営業所も五日市営業所の支所へ変更されたため、「五日市営業所青梅支所」となる。
10月12日 - 不通だったお祭 - 丹波（当時）間が運行再開となり、丹波山村から委託されていたアクセスバスが運行を終了する。
10月14日 - 青梅街道の長期通行止めが解除となり、奥多摩駅14:40発・丹波15:45発から通常運行が再開する。
- 2023年（令和5年）

3月25日 - ダイヤ改正により、「丹波」停留所を「丹波山村役場」へ名称変更する。
- 2024年（令和6年）

10月1日 - ダイヤ改正により、奥多摩駅 - 小菅の湯間の平日運行を廃止し、休日2往復のみ存続（大菩薩峠東口 - 小菅役場前間を廃止、国庫からの補助対象外路線に移行）へ現行。

## 現行路線

### 奥多摩駅 - 奥多摩湖・小菅・丹波方面

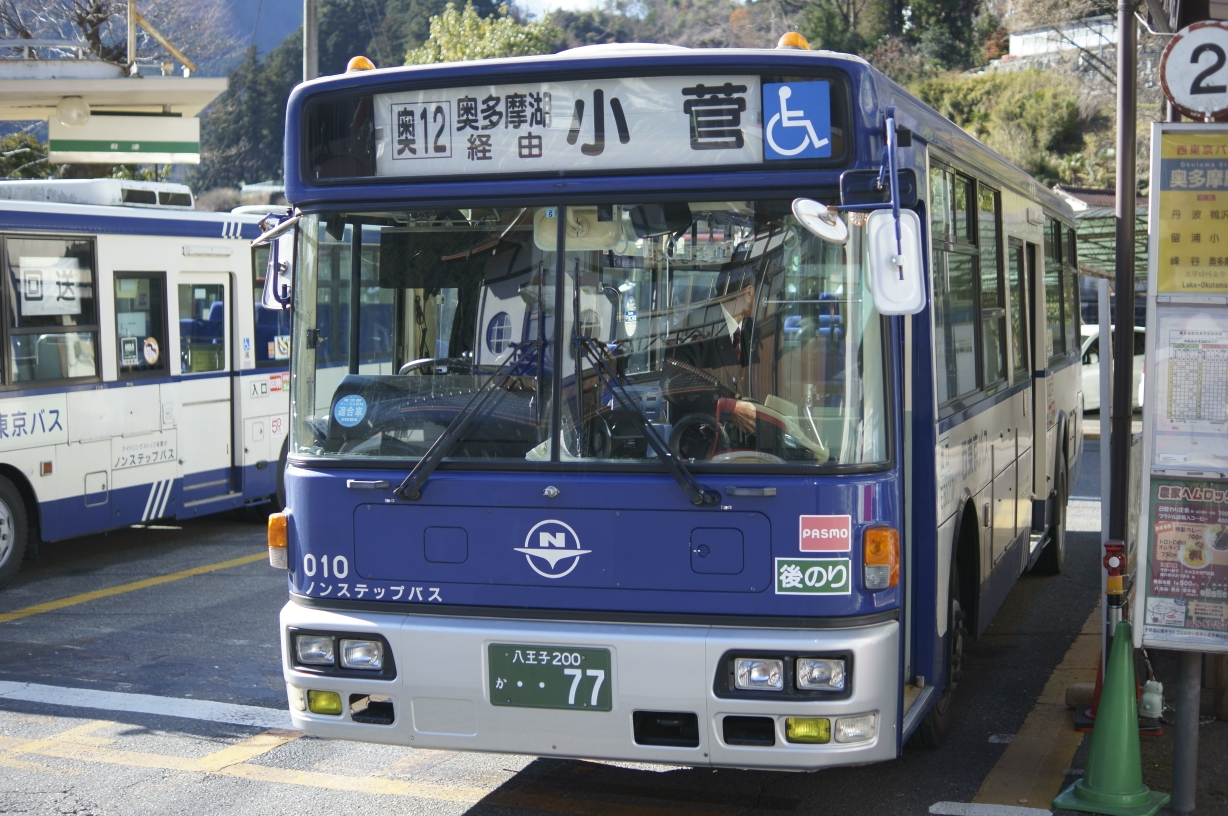
奥12 (E50010)

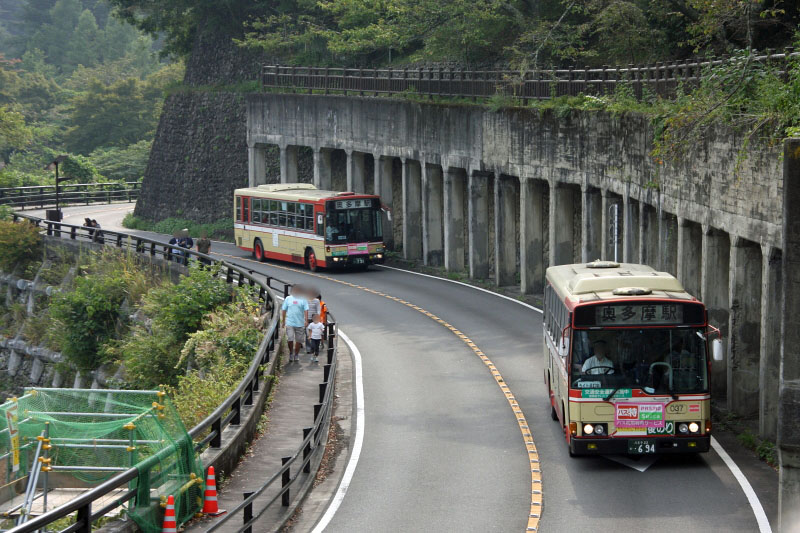
奥多摩湖岸を走るバス (E2037/E5705)

- 奥09：奥多摩駅 - 南二丁目 - 弁天峡 - 琴浦 - 境橋 - 奥多摩湖 - 熱海 - 女の湯 - 峰谷橋 - 大津久 - 深山橋 - 留浦 - 鴨沢西
- 奥10：奥多摩駅 - 南二丁目 - 弁天峡 - 琴浦 - 境橋 - 奥多摩湖 - 熱海 - 女の湯 - 峰谷橋 - 大津久 - 深山橋 - 留浦 - 鴨沢西 - お祭 - 丹波山温泉 - 丹波小学校 - 丹波山村役場
- 奥11：奥多摩駅 - 南二丁目 - 弁天峡 - 琴浦 - 境橋 - 奥多摩湖 - 熱海 - 女の湯 - 峰谷橋 - 大津久 - 深山橋 - 留浦
- 奥12：奥多摩駅 - 南二丁目 - 弁天峡 - 琴浦 - 境橋 - 奥多摩湖 - 熱海 - 女の湯 - 峰谷橋 - 大津久 - 深山橋 - 留浦 - 金風呂 - 東部森林公園 - 田元橋 - 小菅村村営ファミリー釣場 - 小菅役場前 - 小菅の湯（土休日のみ）
- 奥14：奥多摩駅 - 南二丁目 - 弁天峡 - 琴浦 - 境橋 - 奥多摩湖 - 熱海 - 女の湯 - 峰谷橋 - 雨降り - 峰谷渓流釣場 - 峰谷
- 奥15：奥多摩駅 - 南二丁目 - 弁天峡 - 琴浦 - 境橋 - 奥多摩湖

青梅線奥多摩駅から奥多摩湖方面へ向かう路線群で、山梨県丹波山村・小菅村の主要公共交通機関であるほか、奥多摩湖や周辺の山への登山アクセスとしての役割を担う。奥多摩駅を発車後に青梅街道（国道411号線）を氷川大橋方面に小河内ダムまで走行し、ダムの手前で国道から分かれて奥多摩水と緑のふれあい館がある奥多摩湖へ至る。その後は青梅街道へ戻って峰谷橋まで各路線が走行し、奥14が峰集落へ、その他の路線は深山橋から小菅方面へ向かう奥12と、丹波山村方面へ向かう奥09～11に分かれる。深山橋 - 丹波山村役場・大菩薩峠東口間と峰谷橋 - 峰谷間ではフリー乗降制を採用している。奥10の鴨沢西以遠と奥12の留浦以遠は山梨県に属し、金風呂 - 東部森林公園間と田元橋 - 川久保間では小菅村営バスと並走しているため、田元橋での乗り継ぎが可能となっている。当路線は「女の湯（めのゆ）」「お祭」「金風呂」「雨降り」「下り」などといった珍名の停留所が多数存在する事でも有名で、当路線を利用し、奥多摩湖へのアクセスとして「奥多摩湖」停留所で降車、または雲取山への登山として「鴨沢」停留所で降車する乗客が多いが、シーズン時は満員になることもあるために奥09・15などで臨時の続行便が運行される場合がある。
2014年（平成26年）11月18日のダイヤ改正で、小菅の湯に富士急バスが乗り入れを開始した。このため、小菅の湯での乗り換えで大月駅方面へのアクセスが可能となった。
中心となるのは奥多摩駅 - 奥多摩湖間で毎時1便程度が確保されているが、各方面への本数は最多でも1日5便程度と生活に必要最低限の本数となっている。いずれも奥多摩町からの補助金を受けて運行されているが乗客の減少は今も進んでおり、ダイヤ改正の度に運行本数の減少がみられる。2024年（令和6年）4月現在、奥多摩駅の最終便は平日が19:33、土曜・休日が18:40（どちらも奥11）となっており、奥09・10については新型コロナウイルスの影響もあって2024年（令和6年）現在、国から一部の補助金を受けて運行を維持している。
2023年（令和5年）4月の丹波山村役場の新庁舎移転によって、同年3月25日のダイヤ改正で「丹波」停留所が「丹波山村役場」に変更された。
2024年（令和6年）10月1日のダイヤ改正では利用者の低迷などにより、奥12系統の運行見直しが行われ、平日の運行が廃止され、土休日のみ2往復のみの運転に削減（国庫からの補助対象外路線に移行）される（大菩薩峠東口には立ち寄らなくなる）。平日の奥多摩‐小菅村相互間で公共交通を利用する場合は、奥10系統などで大津久まで向かい、小菅村営バスを利用することとなる。

### 奥多摩駅 - 鍾乳洞方面

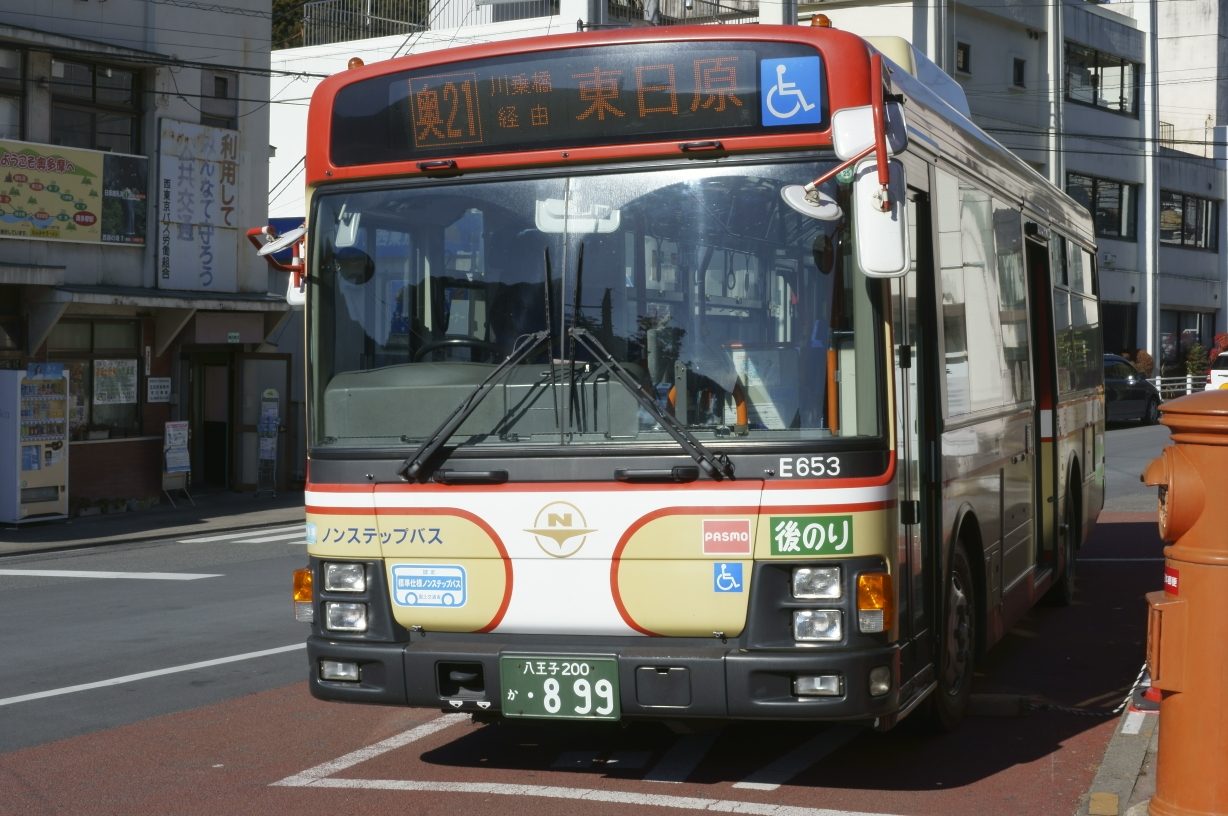
奥21(E10653)

- 奥20：奥多摩駅 - 南一丁目 - 栃久保 - 不老 - 大沢 - 川乗橋 - 岩松尾根 - 東日原 - 中日原 - 鍾乳洞（土曜・休日運休）
- 奥21：奥多摩駅 - 南一丁目 - 栃久保 - 不老 - 大沢 - 川乗橋 - 岩松尾根 - 東日原（平日運休）
- 奥22：奥多摩駅 - 南一丁目 - 栃久保 - 不老 - 大沢

奥多摩駅から日原街道を走行して日原鍾乳洞入口までを結ぶ路線である。沿線道路は狭隘区間のため、トランシーバーを携帯した専門の誘導員が添乗する。南一丁目 - 鍾乳洞間ではフリー乗降制を採用している。特徴的なのはダイヤで、平日は早朝および夕方を除いた全便が鍾乳洞まで運行するが、土曜・休日は日原付近の道路がすれ違い困難であるために東日原発着となり、鍾乳洞までは東日原停留所から徒歩で向かうこととなる。奥22は大沢までの区間便だが2024年（令和6年）現在では定期運行が無く、臨時便のみの設定である。
2019年（令和元年）の東日本台風で日原街道が被災し、復旧工事の影響で一部区間が仮設道路（片側交互通行・総重量11トン未満のみ通行可能）となっている。このため、当路線では小型車の日野・ポンチョでの運行となっているが、土曜・休日には行楽客で混雑するために増発を行っている。しかし日原街道の渋滞によって所要時間は通常の約30分から90分以上となり、2020年（令和2年）8月には一部で使用車両が到着せず運休となったこともあるため、西東京バスでは公式ホームページなどで利用客に対する注意喚起を行っているので確認されたい。

### 奥多摩駅 - 古里・川井方面

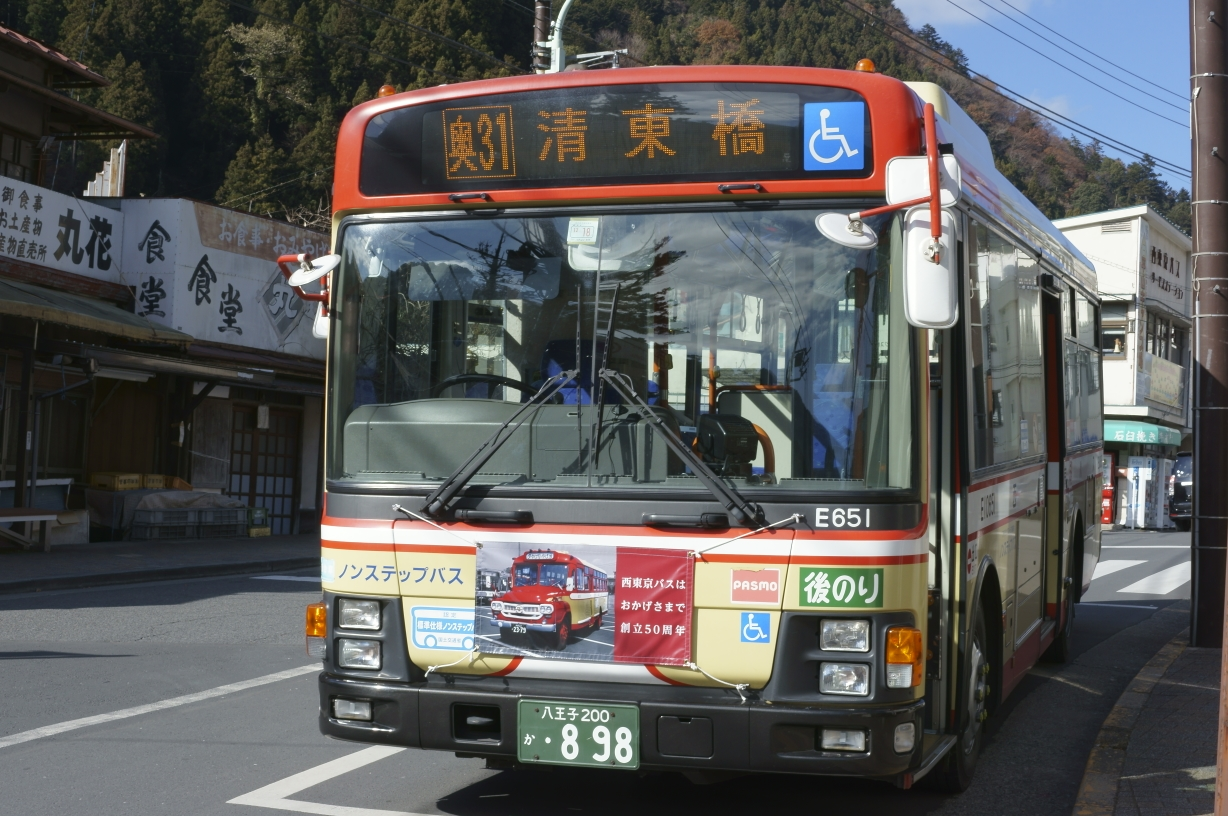
奥31(E10651)

- 奥31：奥多摩駅 - 奥多摩中学校 - 神庭 - 白丸 - 鳩の巣 - 古里郵便局 - 古里駅 - 桜木 - 川井駅 - 塔の沢 - 日向 - 上日向 - 清東橋
- 川31：清東橋 → 上日向 → 日向 → 塔の沢 → 川井駅 →桜木 → 松葉 → 川井駅 → 塔の沢 → 日向 → 上日向 → 清東橋（丹三郎循環、土休日のみ運行）

奥多摩駅から国道411号線を新氷川トンネル方面へ進んでから北上する路線群で、川井駅までは青梅線と並走する。川井駅以遠でフリー乗降制を採用しているほか、奥多摩駅発着は全て出入庫を兼ねている。いずれも奥多摩町などから補助金を交付されて運行を維持している。2024年（令和6年）10月1日のダイヤ改正で既存の途中始発着便などの複数の系統が整理され、奥多摩駅 - 桜木 - 川井駅 - 清東橋線にほぼ一本化したうえで、土休日朝の1便のみ、清東橋始発で川井駅 →（吉野街道経由）→桜木→川井駅→清東橋の「丹三郎循環」が新設されている。

## 廃止路線
- 奥13：奥多摩駅 - 南二丁目 - 弁天峡 - 琴浦 - 境橋 - 奥多摩湖 - 熱海 - 女の湯 - 峰谷橋 - 大津久

奥多摩駅から大津久までの区間便だったが、2001年（平成13年）7月20日に廃止された。
- 奥32：奥多摩駅 → 長畑 → 神庭 → もえぎの湯入口 → 奥多摩駅（片回り循環路線）（平日運休）

奥多摩駅の南部に位置する、奥多摩温泉の源泉100%の温泉を使用した「もえぎの湯」と奥多摩駅を結ぶ片道運行の循環路線で、2021年（令和3年）3月12日に廃止された。土曜・休日のみ運行するため、最終運行日は同年3月7日だった。
- 川30：上日向 → 日向 → 塔の沢 → 川井駅 → 桜木
- 川31：清東橋 → 上日向 → 日向 → 塔の沢 → 川井駅 → 桜木

2018年（平成30年）3月17日に川井駅終着へ短縮され、系統番号がそれぞれ川32・33に変更された。2024年10月1日のダイヤ改正で廃止。
- 奥12：小菅の湯 → 大菩薩峠東口 → 小菅役場前 → 小菅村村営ファミリー釣場 → 深山橋 → 大津久 → 峰谷橋 → 女の湯 → 熱海 → 奥多摩湖 → 境橋 → 琴浦 → 弁天峡 → 南二丁目 → 奥多摩駅

大菩薩峠東口は旧・小菅停留所。2024年（令和6年）10月1日のダイヤ改正で大菩薩峠東口→小菅役場前間が廃止。
- 奥30：奥多摩駅 - 奥多摩中学校 - 神庭 - 白丸 - 鳩の巣 - 古里郵便局 - 古里駅 - 桜木 - 川井駅 - 塔の沢 - 日向 - 上日向
- 奥31：清東橋 → 上日向 → 日向 → 塔の沢 → 川井駅 →（直通・吉野街道経由）→ 古里駅 → 古里郵便局 → 鳩の巣 → 白丸 → 神庭 → 奥多摩中学校 → 奥多摩駅（土曜・休日運休）
- 川30：桜木 → 川井駅 → 塔の沢 → 日向 → 上日向
- 川31：桜木 → 川井駅 → 塔の沢 → 日向 → 上日向 → 清東橋
- 川32：上日向 → 日向 → 塔の沢 → 川井駅
- 川33：清東橋 → 上日向 → 日向 → 塔の沢 → 川井駅

2018年（平成30年）3月17日から川30・31の桜木方向が川井駅終着へ変更され、川32・33に系統番号が変更された。2023年（令和5年）3月25日のダイヤ改正で、奥31の奥多摩駅方向1便が吉野街道経由へ変更され、川井駅 - 古里駅間が途中無停車となったが土曜・休日は運休する。2024年（令和6年）10月1日のダイヤ改正で土休日1便を除いて、清東橋  - 桜木 - 古里駅 - 奥多摩駅の運行に整理されたため、急行便・区間便はいずれも廃止された。
- 御10：御岳駅 - ケーブル下

2024年10月1日ダイヤ改正で青梅支所単独担当に変更された。

## 車両

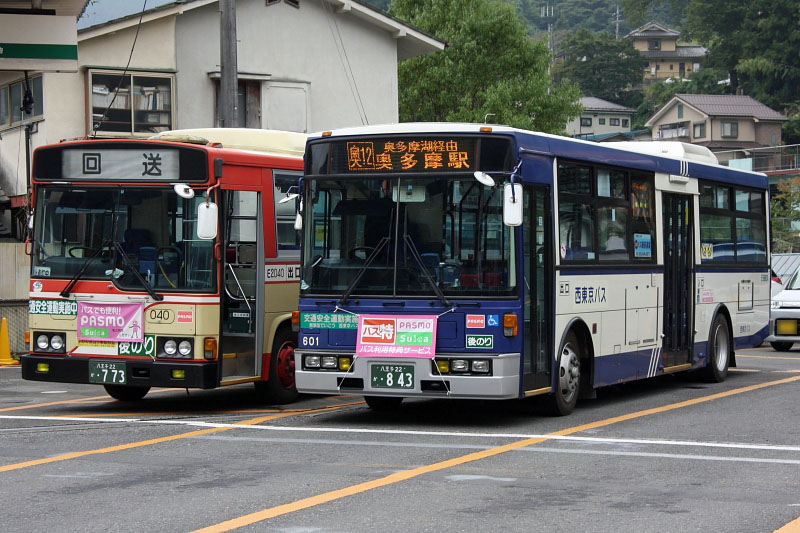
氷川車庫の車両
（左：日野・レインボーRJ、右：日産ディーゼル・JP〈旧多摩バス色〉。どちらも廃車済

道路事情により歴代車両のほとんどが中型車である。長らく主力だった日野・レインボーRJが2011年に全廃になり、日産ディーゼル・スペースランナーRMに代替された。その後、スペースランナーRMもいすゞ・エルガミオ、日野・レインボーIIに代替されている。また、令和元年東日本台風で鍾乳洞方面の路線が被災した際には、日野・ポンチョ（前出）も配属された。全てノンステップ車である。一時期配属されていた日産ディーゼル・スペースランナーJPは奥多摩湖方面への限定運用となっていた。
当車庫が所在する西多摩郡奥多摩町は、自動車NOx・PM法の対象外地域のため、他営業所で使用の本拠を置くことができない車両が在籍することがある。2007年まで八王子市内で運行されていたボンネットバス「夕やけ小やけ号」も、運行終了までの数年は当車庫に在籍していた。